# Маклаков, Георгий Николаевич
Георгий (Юрий) Николаевич Маклаков (13 августа 1892 года, Санкт-Петербург, Российская империя — 3 апреля 1969 года, Париж, Франция) — русский общественный деятель, участник Первой мировой войны и Гражданской войны в России, деятель Русского зарубежья, доктор философии, профессор русской литературы и русского языка в Католическом университете Парижа и заслуженный профессор Лилльского католического университета по кафедре русской словесности, исследователь творчества Ф.М. Достоевского, основатель Русского института при Католическом университете Парижа,  деятель Русского апостолата, прихожанин Прихода Святой Троицы Российской католической церкви византийского обряда в Париже.

## Биография
Родился в семье министра внутренних дел Н. А. Маклакова и княжны Марии Леонидовны Оболенской (1874—1949).
В 1916 году окончил Императорское училище правоведения.

### Военная служба
В Первой мировой войне служил офицером Кабардинского конного полка.
В Гражданской войне участвовал в Белом движении в составе Добровольческой армии и ВСЮР, воинское звание ротмистр. 

### В эмиграции
Переехал во Францию, жил в Париже и Лилле.
Преподавал русскую литературу и русский язык в Католическом университете Парижа, при котором вместе с Иваном Пузына основывает Русский институт.
Получил звание заслуженного профессора Лилльского католического университета по кафедре русской словесности, где проработал более 30 лет, занимался исследованием творчества Ф.М. Достоевского.
В 1927 году под влиянием иеромонаха и сотрудника Нунциатуры Александра Евреинова перешёл в католичество византийского обряда, был одним из организаторов прихода Святой Троицы русских католиков в Париже. Известен, как участник Русского апостолата.
Награждён папским орденом Святого Григория Великого.
Похоронен на русском Кладбище Сент-Женевьев-де-Буа